# Bramiscus micros
Bramiscus micros és una espècie extinta de mamífer artiodàctil de la família dels giràfids que visqué al subcontinent indi durant el Miocè mitjà, fa entre 11,6 i 16 milions d'anys. Se n'han trobat restes fòssils al Panjab (Pakistan). Es tracta de l'única espècie del gènere Bramiscus. Era menut en comparació amb altres membres de la seva família. Segurament tenia dos parells d'ossicons. Les dents eren de tipus braquidont. El nom genèric Bramiscus significa ‘petit bramateri’, mentre que el nom específic micros també significa ‘petit’.